# Operador de base fija

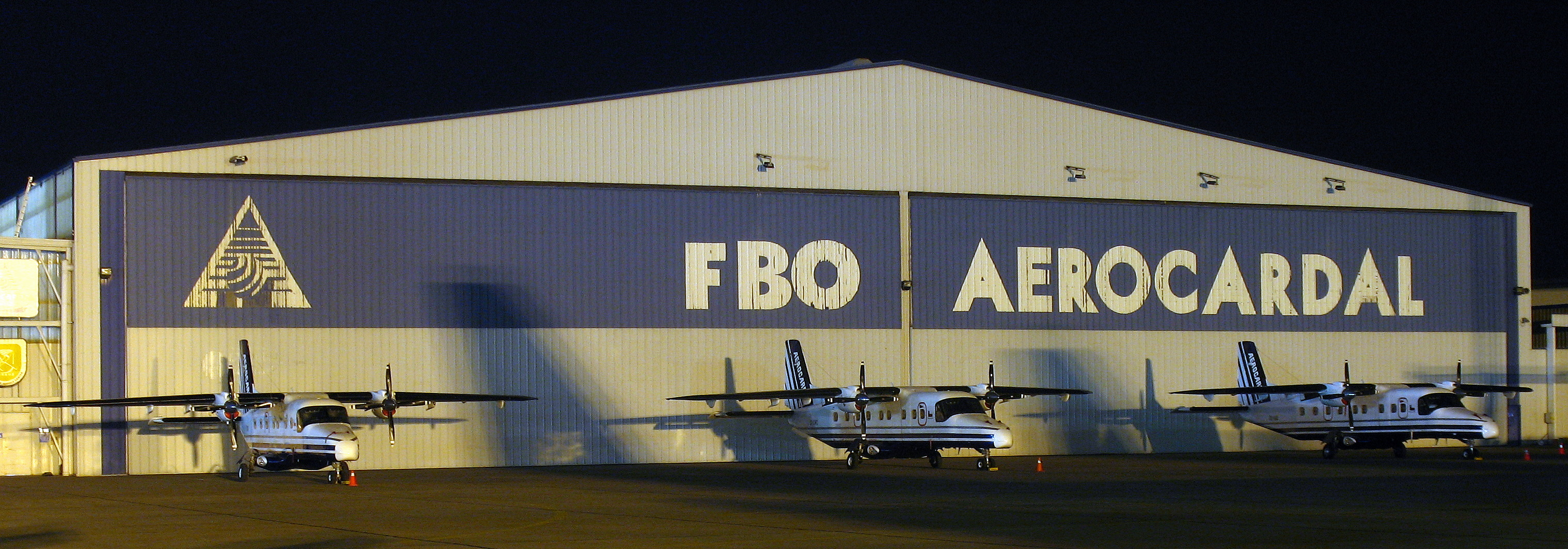
Hangar FBO

Un operador de base fija o comúnmente abreviado FBO por sus siglas en inglés, es un término desarrollado en los Estados Unidos después de la aprobación de la "Air Commerce Act" de 1926 la Administración Federal de Aviación define un FBO como una actividad comercial de concesión de derechos, por el promotor del aeropuerto para operar en un aeropuerto y prestar servicios aeronáuticos, tales como combustible, hangar, de amarre y estacionamiento, alquiler de aviones, mantenimiento de aeronaves , instrucción de vuelo, etc. En la práctica común, un FBO es un proveedor principal de servicios de apoyo a  los operadores de aviación general en un aeropuerto de uso público, ubicado en terrenos de arrendamiento del aeropuerto o en raros casos, de arrendamiento, adyacente a la propiedad del aeropuerto  como "operación a través de la valla". En muchos aeropuertos más pequeños por la aviación general en comunidades remotas o modestas, la propia ciudad puede proporcionar servicios de combustible y operación de una instalación básica FBO. La mayoría de los operadores FBO hacen negocios en los aeropuertos de volumen de tráfico moderado a  alto son las organizaciones no gubernamentales, es decir, tanto las empresas privadas o  en poder público.